# 大田運輸区
大田運輸区（おおたうんゆく）は、かつて存在した東日本旅客鉄道（JR東日本）首都圏本部の運転士・車掌が所属する組織である。2025年3月14日限りで廃止し、現在は品川統括センター乗務ユニット。本項では旧・蒲田電車区についても記述する。

## 蒲田現業事業所
乗務員などの施設となる事務所は、蒲田駅近くの大田区役所庁舎とTOKYU REIT蒲田ビルに挟まれた土地にある2棟のビルのうち、東海道線の線路側のビルが大田運輸区の現業事務所（蒲田現業事務所）である。建物は地上6階建て、1階は駐車場兼保守作業ヤード、2階以上が乗務員事務所等である。

### 乗務範囲
- 京浜東北線 : 大宮 - 横浜間
- 根岸線 : 横浜 - 大船間

## 総合訓練センター 蒲田トレーニングセンター
2019年（平成31年）7月1日に駅員の異常時対応訓練を目的とした「総合訓練センター 蒲田トレーニングセンター」が開設された。元々は電車庫とテニスコートなどがあった場所であるが、トレーニングセンター建設に伴い解体された。
構内には「荏原線」（えばらせん）と称する190 mの訓練線2本と、80 mの訓練線1本を備えている。その両端には訓練用の大田駅と志茂田駅（旧地域名・しもだ）が用意された。京浜東北線用のE233系1000番台に似せた小型の訓練用車両（ミニ車両）2両がある（蓄電池駆動式）。
主な訓練内容は
1. ホーム上での基本動作訓練
2. お客さま救済訓練
3. 列車見張員訓練
4. 落とし物習得訓練

## 歴史
- 1923年（大正12年）12月1日 - 品川電車庫蒲田分庫として開設される。
- 1924年（大正13年）5月1日 - 蒲田電車庫として独立した車両基地となる。
- 1966年（昭和41年）12月18日 - 13時50分頃、同電車区にて点検中の103系電車が突如暴走し、車止めを越え民家に衝突する事故が発生[6]。原因は故障検査の際に、遮断機を切った状態でマスコンを入れたまま紐で固縛し、点検完了後に固縛を外さないまま遮断機を入れた検車掛のミスとされた[7][8]。
- 1981年（昭和56年）6月1日 - 東神奈川電車区と分散配置となっていた横浜線の車両配置が、当区に集約。
- 1986年（昭和61年） - 京浜東北線の車両配置が浦和電車区（現・さいたま車両センター）に集約された。
- 1996年（平成8年）12月1日 - 横浜線の大部分が横浜支社管轄になるため、横浜線の電車が大船電車区（現・鎌倉車両センター）に転属し、車両無配置区となる。
- 2014年（平成26年）9月から2016年（平成28年）3月 - 大田運輸区現業事業所ビル建築工事[2]。
- 2016年（平成28年）3月26日 - 乗務員基地再編成に伴い、蒲田車掌区・下十条運転区と統合し、大田運輸区が発足。
- 2018年（平成30年）7月から12月 - 蒲田トレーニングセンター建設に伴い、構内の旧電車庫、倉庫などの建物を解体[5]。
- 2019年（平成31年）7月1日 - 大田運輸区構内に総合訓練センター 蒲田トレーニングセンターを開設[3][4]。
- 2025年（令和7年）3月15日 - 品川営業統括センターと統合し品川統括センター発足、当区は廃止。

## 蒲田電車区
蒲田電車区（かまたでんしゃく）は、東日本旅客鉄道（JR東日本）東京支社の運転士が所属していた組織。1996年12月のダイヤ改正までは車両が配置される車両基地であったが、その後も検査部門は残り、京浜東北線の電車が留置されて仕業検査も行われていた。

### 所属車両の車体に表記される略号
東京地域本社（当時）を意味する「東」と、蒲田の電報略号である「カマ」から構成された「東カマ」であった。

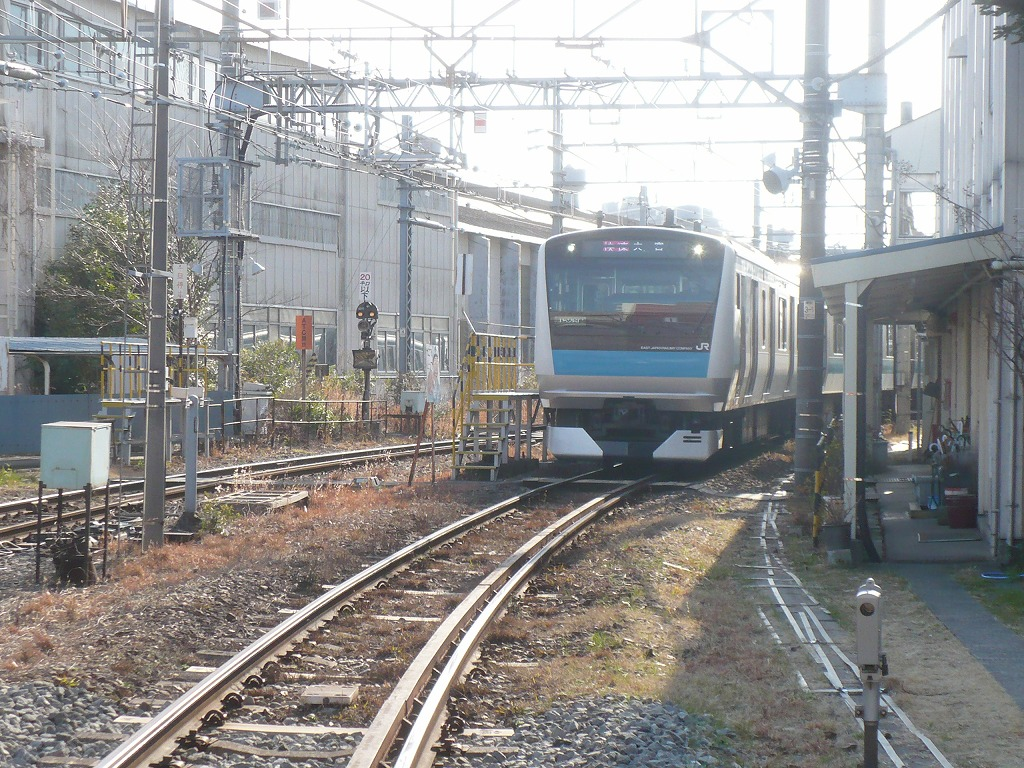
蒲田電車区（撮影当時）構内を出庫待ちするE233系1000番台
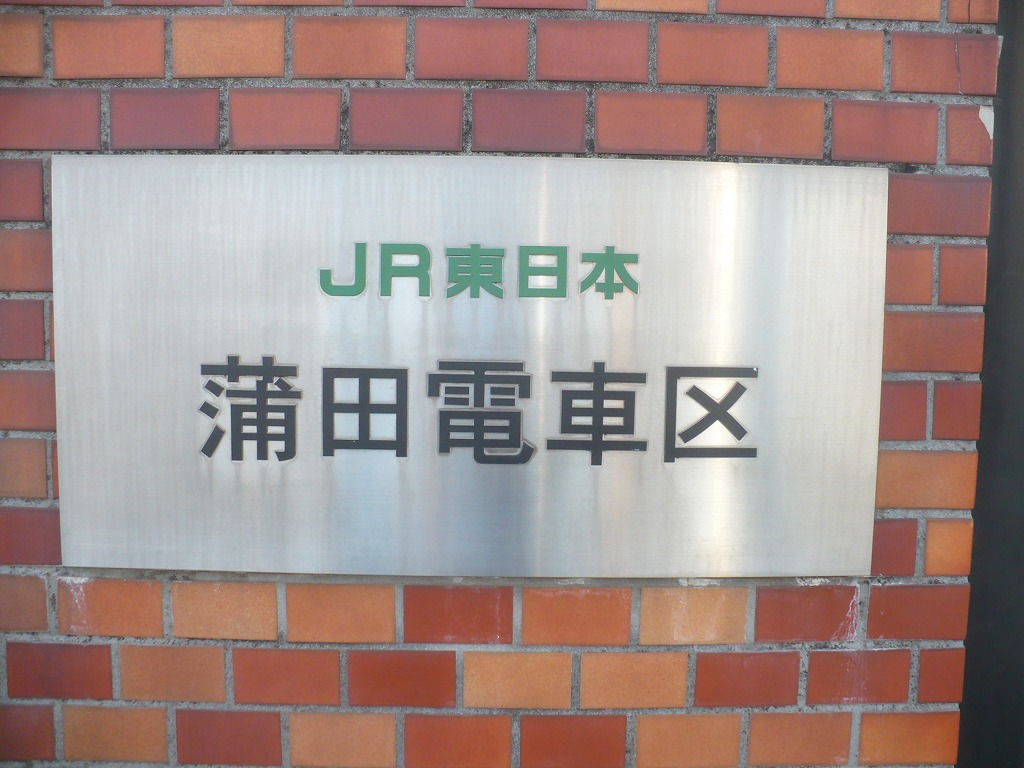
旧・蒲田電車区の看板

- 掲載写真はすべて敷地外または公道・踏切から撮影

### 過去の配置車両
1996年12月1日以降、配置されている車両はなかった。ただし、それ以降も京浜東北線用車両の車庫として使用されている（配置は浦和電車区→さいたま車両センター）。
- 205系電車
  - 1988年から1989年にかけ、横浜線用として7両編成25本の計175両が新製投入された。1991年に6両が浦和電車区（現・さいたま車両センター）から転入、新製した1両を加えて26本配置となる。1994年には6扉のサハ204形100番台を新製投入して8両編成化され、8両編成26本の208両配置となるが、前述の通り、1996年に大船電車区（→鎌倉総合車両センター→現・鎌倉車両センター）に転出した。

- 103系電車
  - 京浜東北線用は前述の通り1986年に浦和電車区に集約され転出、横浜線用は205系電車に置き換えられて転出した。

- 72系電車
  - 京浜東北線用などとして配置されていたが、1971年までに103系電車に置き換えられて転出または廃車となった。

## 小説『砂の器』
松本清張の小説『砂の器』には、大田運輸区の前身である国鉄蒲田操車場が登場するため、同名の映画やテレビドラマのロケに使われた。